# Теміргалі Нуртазін
Теміргалі Нуртазін (каз. Темірғали Төлемісұлы Нұртазин; 16 грудня [29 грудня] 1879, Курганський повіт, Тобольська губернія — 10 квітня 1977, Алмати) — казахський радянський літературознавець, письменник, літературний критик, перекладач. Доктор філологічних наук (1963). Професор.

## Біографія
Народився у сім'ї робітника олійного заводу на займанщині Ф. К. Соколова Малочаусівської волості Курганського повіту Тобольської губернії (займанщина була розташована за 10 верст від міста Курган), нині місто — адміністративний центр Курганської області.
Разом із батьком працював на олійних заводах.
З 1916 до 1925 року навчався спочатку у татарському медресе, а потім у середній школі Кургана. У 1920 році померла мати, а у 1923 році — батько.
Переїхав Тонкерейський район Північноказахстанської області, у 1927—1929 роках працював учителем, потім головою колгоспу «Жанатурмыс» Тонкерейського району.
У 1930 році вступив до Петропавлівського педагогічного технікуму.
З 1930 року член ВКП(б), яку у 1952 році перейменували на КПРС.
У 1932 році його обрали членом бюро Петропавлівського міськкому ВКП(б).
У 1933 році вступив й у 1936 році закінчив Комуністичний інститут журналістики ім. В. В. Воровського у місті Ленінград.
У 1936 році працював редактором карагандинської обласної газети «Карағанды пролетариаты», у 1937 році очолив Казахський академічний театр драми імені М. Ауезова (Алмати).
Теміргалі Нуртазін піддав жорсткій критиці одну з книг Абдільди Тажибаєва. Пізніше його спіймали як небезпечний елемент.
28 серпня 1937 року НКВС Казахської РСР заарештував Нуртазін. Засуджено Військовою колегією Верховного суду СРСР 1 березня 1938 року за статтями 58-8, 58-11 КК РРФСР до 10 років ВТТ. У 1942 році звільнений.
З 1943 року викладав у Педагогічного інституту імені Абая та Казахського держуніверситету ім. С. Кірова.
З 1945 року член Спілки письменників СРСР.
Реабілітовано 13 серпня 1955 року Прокуратурою ТуркВО за відсутністю складу злочину.
У 1963 році став доктором філологічних наук, тема дисертації — доповідь за книгою «Письменник і життя».
Помер 10 квітня 1977 року у місті Алмати Казахської РСР, нині місто республіканського значення Республіки Казахстан.

## Наукова та творча діяльність
Перша збірка поезій «Машиніст» вийшла у 1932 році. З 1943 року займався літературною критикою. Писав казахською та російською мовами.
Автор оповідань, повістей і нарисів про сучасність.

## Вибіркові твори

### Проза
- Нуртазин Т. Испытание / пер. с каз. авт и З. Николаевой. Илл. Б.А. Шляпугин. — М. : Сов. писатель, 1969. — 247 с. — 30000 прим.[7]
- Нуртазин Т. Испытание / пер. с каз. З. Николаевой. — Алма-Ата : Жазушы, 1972. — 224 с. — 100000 прим.[8]
- «Мурат» («Випробування»), 1958
- «Адам бекерге жасамайды» («Людина живе недарма»), 1967
- «Ауыл тынысы», 1973 та ін.

## Літературознавчі праці
- «Письменник і життя» (лікарська дисертація, 1960)
- Нуртазин Т. О творчестве С.М. Муканова. — Алма-Ата : Казах. гос. изд. худож. лит, 1951. — 338 с. — 10000 прим.[9]
- Нуртазин Т. Сабит Муканов (Библиогр. очерк). — Алма-Ата : Казахстан, 1958. — 26 с. — 1000 прим.[10]
- Нуртазин Т. Сабит Муканов (Критико-биогр. очерк). — Алма-Ата : Казгослитиздат, 1958. — 200 с. — 6000 прим.[11]
- Нуртазин Т., Суюншадиев Х.Ж. Беимбет Майлин Указатель литературы / Ред. А.А. Кобычевой и Б. Нухупбековой. — Алма-Ата, 1968. — 181 с.[12]
- «Народний письменник» («Хали жазушыси», 1960),
- «Думки про майстерність» (збірник критичних статей, «Шеберлік трали ойлар», 1968) та ін.

У 1966 році вийшла друком велика монографія Т. Нуртазіна про життя та творчість одного із зачинателів казахської радянської літератури Беімбета Майліна.
У перекладі Т. Нуртазіна казахською мовою видано роман А. Авдєєнко «Я люблю», повість М. Гоголя «Тарас Бульба», однотомник обраних статей В. Бєлінського, нариси та «Нравы Растеряевой улицы» Г. Успенського, з казахської російською переклав першу книгу роману М. Ауезова «Абай» (у співавт.).

## Нагороди
- Медаль «За трудову відзнаку» (3 січня 1959).